# Up, Up and Away
Up, Up and Away (título en español: Superhéroe a la fuerza) es una Película Original de Disney Channel transmitida por primera vez en EE. UU. el 22 de enero del 2000, por Disney Channel. Fue dirigida por Robert Townsend y protagonizada por Michael J. Pagan, Alex Datcher, Sherman Hemsley y el mismo Robert Townsend.

## Argumento
La película cuenta la historia de Scott Marshall (Michael J. Pagan), el hijo de dos grandes superhéroes, Bronze Eagle y Warrior Woman. Todos los miembros de su familia están dotados con superpoderes. Su padre, Bronze Eagle (Robert Townsend), tiene el don de volar. Su madre, Warrior Woman (Alex Datcher), tiene el poder de la fuerza sobrehumana y habilidades en combates mano a mano. Su hermano, Silver Charge, está dotado de velocidad sobrehumana, manipulación eléctrica y magnética. Su pequeña hermana, Molly (Arreale Davis), que constantemente muestra sus poderes, para gran disgusto de su familia, tiene tanto visión de rayos x como visión de calor. Su abuelo, Edward (Sherman Hemsley), que se conoce como Steel Condor, y posee fuerza sobrehumana, invulnerabilidad y la capacidad de volar (aunque en su vejez, vuela más lento que los coches), y tiene una pelea en curso con Superman. Se dice que su abuela, Doris (Joan Pringle), tiene la capacidad de cambiar de forma.
Scott quiere desesperadamente poderes propios. Sin embargo, para su sorpresa, no se desarrolla ninguno en su cumpleaños número 14 (la última edad en que esto es posible).
Mientras tanto, un grupo de activistas conocidos como Earth Protectors ha dado CD sobre el medio ambiente a los compañeros de clase de Scott. Pero mientras la creadora del programa, Nina (Olivia Burnette), quiere utilizar los CD para ayudar a educar a la gente sobre el medio ambiente. Su pareja, Malcolm (Kevin Connolly), ve al programa como un medio para lavar el cerebro de todo el mundo para que le dieran lo que quiera.
Él trata, en un primer momento, lavarle el cerebro al personal del banco para que le diera todo el dinero, pero ya que el programa es específicamente para los niños, cuando  uno de los secuaces de Malcolm estornuda, el personal los atrapa. Luego, él utiliza el programa para que los niños se roben el dinero de sus padres y se lo den a él, pensando que es sólo la tarea de esa noche. Por suerte, la hermana de Scott usa su visión de rayos X para descubrir el dinero en la mochila de Scott. Él trata de decirle a sus padres que él no sabía que había robado el dinero, pero ellos no dejan de sospechar de él.
Malcolm continúa utilizando el programa para su beneficio personal, dándole a los niños chocolates, haciendo que todos lleven puesta ropa azul, etc. Un día, después de que Scott casi llega tarde a la escuela debido a ser hipnotizado por el software, Jim comienza a sospechar de los Earth Protectors y decide llevar a Adam con él al banco para que pueda usar sus poderes eléctricos y hacer que el sistema informático recupere el programa de los Earth Protectors.
Por desgracia, él se altera tanto ante la idea de que podría finalmente ayudar a sus padres a salvar el día que sobrecarga la fuente de alimentación del ordenador, friendo el sistema, destruyendo cualquier información que podría haberse recuperado. Mientras tanto, Scott trata de tener fuerza sobrehumana y la capacidad de volar, para no decepcionar a sus padres, que serían infelices al saber que su hijo es normal. Pero deja que el éxito se le suba a la cabeza, porque una vez que el programa de los Earth Protectors está completamente desarrollado para que funcione igual de bien en los adultos como lo hace en los niños, Malcolm sale volando hasta su almacén, con Nina encima.
Scott intenta salvarla, pero ambos casi terminan muertos. Su padre, quien fue informado por su abuelo (que había descubierto artimaña de Scott, la cual era que él no tenía superpoderes), los salva. Ellos quedan a salvo, pero Scott deja caer su máscara en el proceso. Malcolm luego la encuentra y se la coloca a Scott. Malcolm entonces envía una versión súper fuerte del programa a Scott durante la escuela, con la que le cuenta todo sobre su familia.
Luego, Malcolm envía una versión especial del programa a la maestra de Scott, y le dice que ella tiene que darle ese disco a Scott. También le dice que los padres de todos los niños tienen que ver la lección de aquella noche con ellos. Scott casi lleva el disco especial a su casa, pero accidentalmente se encuentra con una chica de su clase, Amy (Jamie Renée Smith), quien secretamente le gusta .
Ellos terminan de mezclar los discos, y en lugar de eso, la madre de Amy (Nancy Sorel) roba inconscientemente un banco y va al almacén nuevo de los Earth Protectors. Después de atar sus brazos, la utilizan como carnada para atraer a los padres y hermano de Scott al almacén. Una vez allí, los capturan con aluminio, la única debilidad de un superhéroe. Scott, junto a Amy y su mejor amigo, Randy (Chris Marquette), se dirige al almacén para salvar a su familia de que Malcolm les lave el cerebro para convertirlos en súper-villanos que obedezcan todo lo que dice.
Cuando llegan allí, son ayudados por Nina, que ha quedado disgustada por las payasadas de Malcolm. Nina intenta sustituir el disco defectuoso con uno de los discos buenos, pero es detenida por uno de los secuaces de Malcolm. Scott tiene menos de un segundo para detener la máquina reprogramación permanente de su familia. Él utiliza un balón de fútbol para aplastar la computadora principal, deteniéndola con sólo milisegundos de sobra.
Su familia derrota y captura fácilmente a los villanos, y Silver Charge usa sus poderes para, literalmente, quemar sus recuerdos sobre las identidades de los superhéroes, quemando algunas de sus células cerebrales. También Amy admite que le gusta Scott y le pregunta si quiere ir a un baile, pero Adam le borra los recuerdos de todo lo que pasó. Scott se las arregla para sacar a su familia para acordar dejar Randy guardan sus recuerdos y que todo vuelva a la normalidad para la familia.
Amy no parece recordar que le gustaba Scott, y vuelven a odiarse entre sí, aunque a la hora de elegir un capitán del equipo de fútbol ella elige a Scott en vez de a ella misma, sorprendiéndolo. Él la escoge a ella y terminan como co-capitanes, con Randy preguntándole a Scott acerca de los superpoderes.

## Reparto
- Michael J. Pagan - Scott Marshall
- Robert Townsend - Jim Marshall/Bronze Eagle
- Alex Datcher - Judy Marshall/Warrior Woman
- Sherman Hemsley - Edward Marshall/Steel Condor
- Kasan Butcher - Adam Marshall/Silver Charge
- Arreale Davis - Molly Marshall
- Kevin Connolly - Malcolm
- Olivia Burnette - Nina
- Ty Olsson - Barker
- Chris Marquette - Randy
- Jamie Renée Smith - Amy
- Scott Owen - Reach
- Joan Pringle - Doris Marshall
- Nancy Sorel - Sra. Rosen
- Benita Ha - Sra. Parker